# Panamerikanische Spiele 2019/Leichtathletik – Hochsprung der Frauen

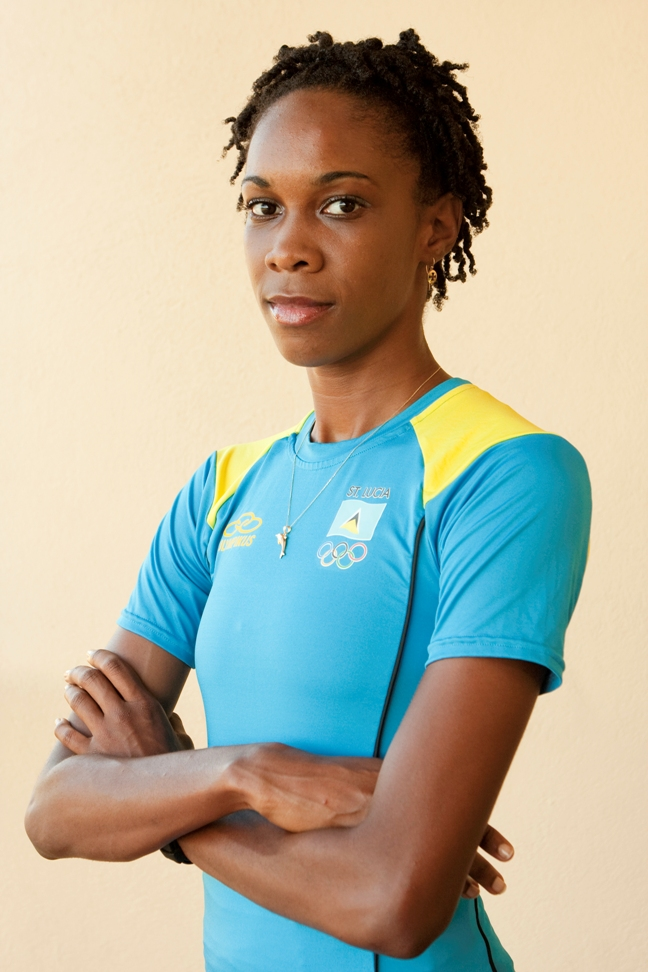
Die Siegerin Levern Spencer (2009)

Der Hochsprung der Frauen bei den Panamerikanischen Spielen 2019 fand am 8. August im Villa Deportiva Nacional in der peruanischen Hauptstadt Lima statt.
Zwölf Hochspringerinnen aus neun Ländern nahmen an dem Wettbewerb teil. Die Goldmedaille gewann Levern Spencer mit 1,87 m, Silber ging an Priscilla Frederick mit 1,87 m und die Bronzemedaille gewann Kimberly Williamson mit 1,84 m.

## Rekorde
Vor dem Wettbewerb galten folgende Rekorde:
| Weltrekord        | Stefka Kostadinowa | 2,09 m | Weltmeisterschaften in Rom, Italien          | 30. August 1987 |
| Rekord der Spiele | Coleen Sommer      | 1,96 m | Panamerikanische Spiele in Indianapolis, USA | 13. August 1987 |

## Ergebnis
8. August 2019, 15:20 Uhr
| Platz | Athletin               | Land                | 1,74 | 1,79 | 1,84 | 1,87 | 1,90 | Höhe (m) |
| ----- | ---------------------- | ------------------- | ---- | ---- | ---- | ---- | ---- | -------- |
|       | Levern Spencer         | St. Lucia           | –    | o    | o    | o    | xxx  | 1,87     |
|       | Priscilla Frederick    | Antigua und Barbuda | o    | o    | o    | xo   | xxx  | 1,87 SB  |
|       | Kimberly Williamson    | Jamaika             | o    | o    | o    | xxx  |      | 1,84     |
| 4     | Jeanelle Scheper       | St. Lucia           | o    | xo   | o    | xxx  |      | 1,84 =SB |
| 5     | Valdiléia Martins      | Brasilien           | o    | xo   | xo   | xxx  |      | 1,84     |
| 6     | Candy Toche            | Peru                | o    | o    | xxx  |      |      | 1,79     |
| 7     | Karla Terán            | Mexiko              | xxo  | o    | xxx  |      |      | 1,79     |
| 8     | Nicole Green           | Vereinigte Staaten  | o    | xxo  | xxx  |      |      | 1,79     |
| 9     | María Fernanda Murillo | Kolumbien           | –    | xxo  | xxx  |      |      | 1,79     |
| 10    | Morgan Smalls          | Vereinigte Staaten  | o    | xxx  |      |      |      | 1,74     |
| 10    | Lorena Aires           | Uruguay             | o    | xxx  |      |      |      | 1,74     |
| 12    | Isis Guerra            | Kuba                | xo   | xxx  |      |      |      | 1,74     |
|       | Sashane Hanson         | Jamaika             |      |      |      |      |      | DNS      |

Zeichenerklärung: – = Höhe ausgelassen, x = Fehlversuch, o = Höhe übersprungen